# 臂

人体臂部的结构

臂又称手臂，是动物上肢的一部分；在人体是介於肩到腕之間的部分，包含上臂与前臂，而其中的關節為肘。
在人體解剖學術語使用上，上臂是指上肢介於盂肱關節和肘關節之間的部位。
拉丁语  既可以指整条手臂，也可以单指上臂，解剖学术语常用于单指“上臂”即“肱”，如：肱动脉（brachial artery）局限于上臂。

## 人体臂部的结构

右上肢的皮神经支配

上臂骨称作肱骨，其上端为肩关节，下端为肘关节。上臂的肌肉有肱二头肌、肱三头肌、肱肌、三角肌、喙肱肌。前臂骨骼有尺骨和桡骨。前臂的肌肉有肱桡肌、旋前肌等。

## 外部連結
- 週邊神經系統(Peripheral nerve)-Brachial plexus(臂神經叢) （页面存档备份，存于）